# Brachyneurina
Brachyneurina is een muggengeslacht uit de familie van de galmuggen (Cecidomyiidae).

## Soorten
- B. angulata Mamaev, 1967
- B. peniophorae

Schorszwamgalmug Harris, 1979
- B. xylophila Mamaev, 1967